# 屯門公路雙層巴士墮坡事故
22°22′11″N 114°04′45″E / 22.369762°N 114.079303°E
屯門公路雙層巴士墮坡事故是一宗於2003年7月10日在香港屯門公路發生的嚴重交通意外。事故涉及一輛九龍巴士265M線的雙層巴士從高架橋墮下，釀成21人死亡、20人受傷，為香港史上最嚴重的陸上交通意外，死者包括巴士司機。事件廣受香港社會關注及香港傳媒報道，亦間接推動港府積極進行屯門公路改善工程以期提升公路的行車安全。

## 事發經過

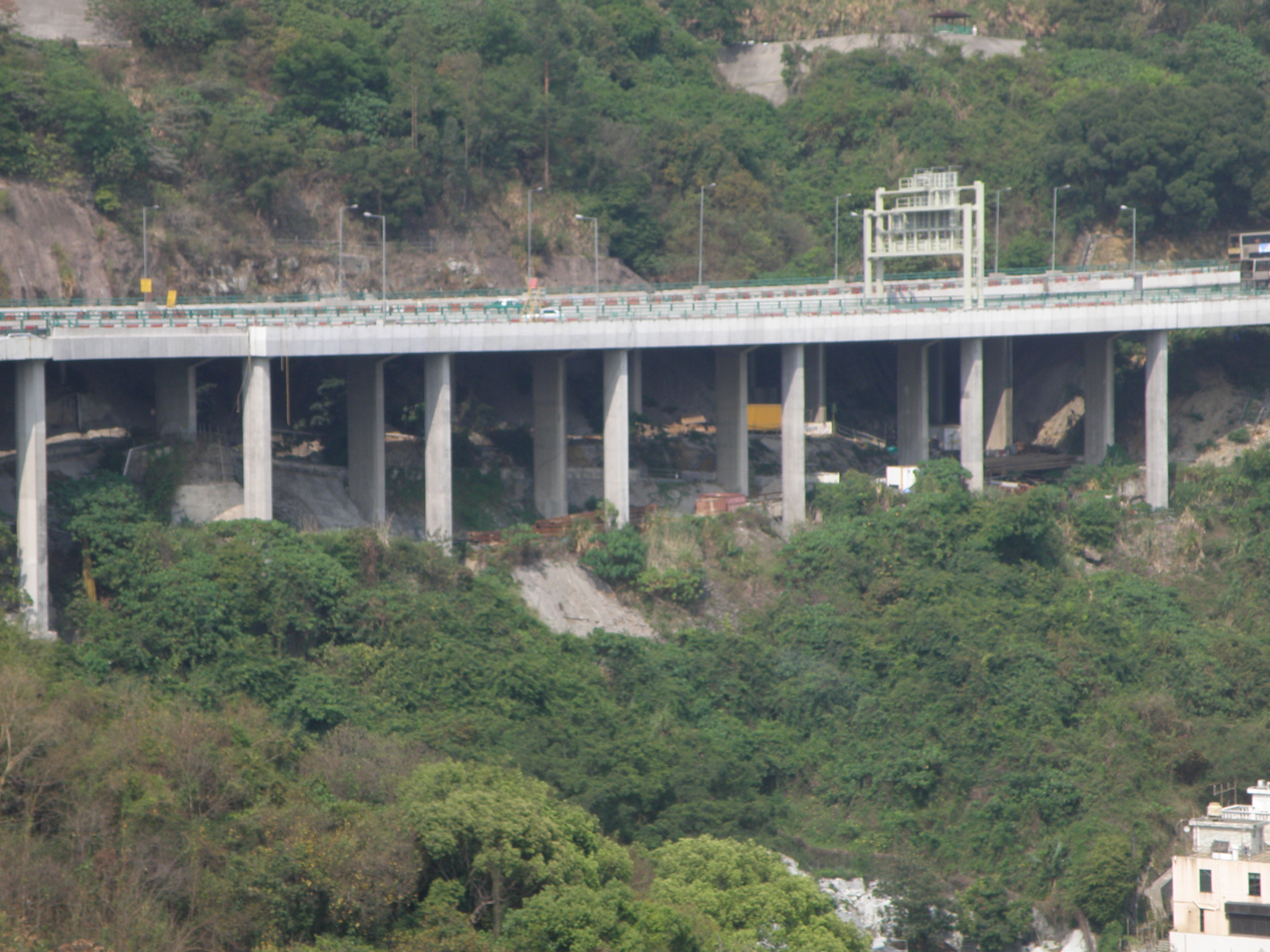
出事的位置

2003年7月10日早上6時15分，一輛載40名乘客的Neoplan Centroliner雙層空調巴士（車隊編號：AP69，車牌號碼：JU4667）行走九龍巴士265M線頭班車（由葵涌麗瑤邨開往天水圍天恆邨）。早上6時半左右，巴士駛至屯門公路－汀九段橋面，即將到大欖隧道往元朗和天水圍時，在快線有一輛客貨車突然切入中線，迫使當時在中線的一輛貨櫃拖架轉入慢線閃避，繼而撞向正在慢線行駛的雙層九巴。巴士車尾的保險桿被扯脫，然後撞斷高架橋的護欄。雖然巴士部份車頭懸空出高架橋後稍為停駐，然而約90秒後全車突然衝前直插飛墜35米下的汀九村山坡墜毀。墮坡後，巴士嚴重損毀，玻璃碎片及雜物四散現場，多名乘客被拋出車外或被壓在巴士殘骸之下。此外，更有上層第一排乘客於巴士飛墮時緊握車頭扶手，結果一同被拋出車外身亡。目擊的汀九村村民形容現場情況「似空難多於車禍」。由於衝力猛烈，巴士司機和18名乘客當場死亡，另外2名乘客在醫院搶救無效死亡，其餘傷者中有3人一度危殆，13人情況嚴重。後來公佈有21人死亡、20人受傷。

## 救援經過
最先報警的是居住於巴士墮下位置20米外的一戶村民，該戶村民被巴士墮下的巨響嗆醒後立刻報警。村民即時協助救出傷者，也有很多傷者自行從殘骸爬出待救。救援人員只可以從青山公路往荃灣市區方向拾級登上意外地點，而救援時需要使用重型設備去剪開殘骸救人，亦增加了救援難度。事件中由於死傷者太多，有關部門首次在大型災難現場使用充氣帳蓬作為設置臨時停屍間，由香港警務處災難遇害者辨認組處理。事件中警務處派出了逾300名警務人員到達案發現場搜救，香港消防處則派出了133名消防員、15輛救護車和兩輛流動傷者醫療車，民眾安全服務隊則派出了4隊攀山搶救隊。
死傷者分別被送往屯門醫院、仁濟醫院、瑪嘉烈醫院和明愛醫院。由於意外空前重大，各間醫院都採取了災難應變措施。警方在應變中更啟動了重大事件調查及災難支援工作系統，同時緊急設立一個災難查詢中心供家人查詢死傷者和協調救援工作。時任香港行政長官董建華亦即時到達車禍現場視察救援行動，並且下令全力嚴肅徹查意外原因藉以糾正錯誤，之後往瑪嘉烈醫院探望傷者。

## 意外調查
意外發生後，警方將貨櫃拖架扣留，並將巴士殘骸吊起運往位於大嶼山小蠔灣的汽車扣查中心以作調查之用。警方後來在屯門公路意外現場，使用失事的貨櫃拖架和與失事巴士同型號的車輛進行實驗，以重組當時情況及嘗試找出當時兩車的車速。除此以外，有關方面更把香港的退役雙層巴士運往北京進行護欄的撞擊測試，試驗護欄在雙層巴士撞擊下的損壞情況。
意外引起了公眾的關注，因此行政長官委任了獨立專家委員會調查事故，但該委員會將不會追究責任，而只會提出建議防止同類意外；另外立法會也曾就車禍展開特別會議討論。

## 意外原因

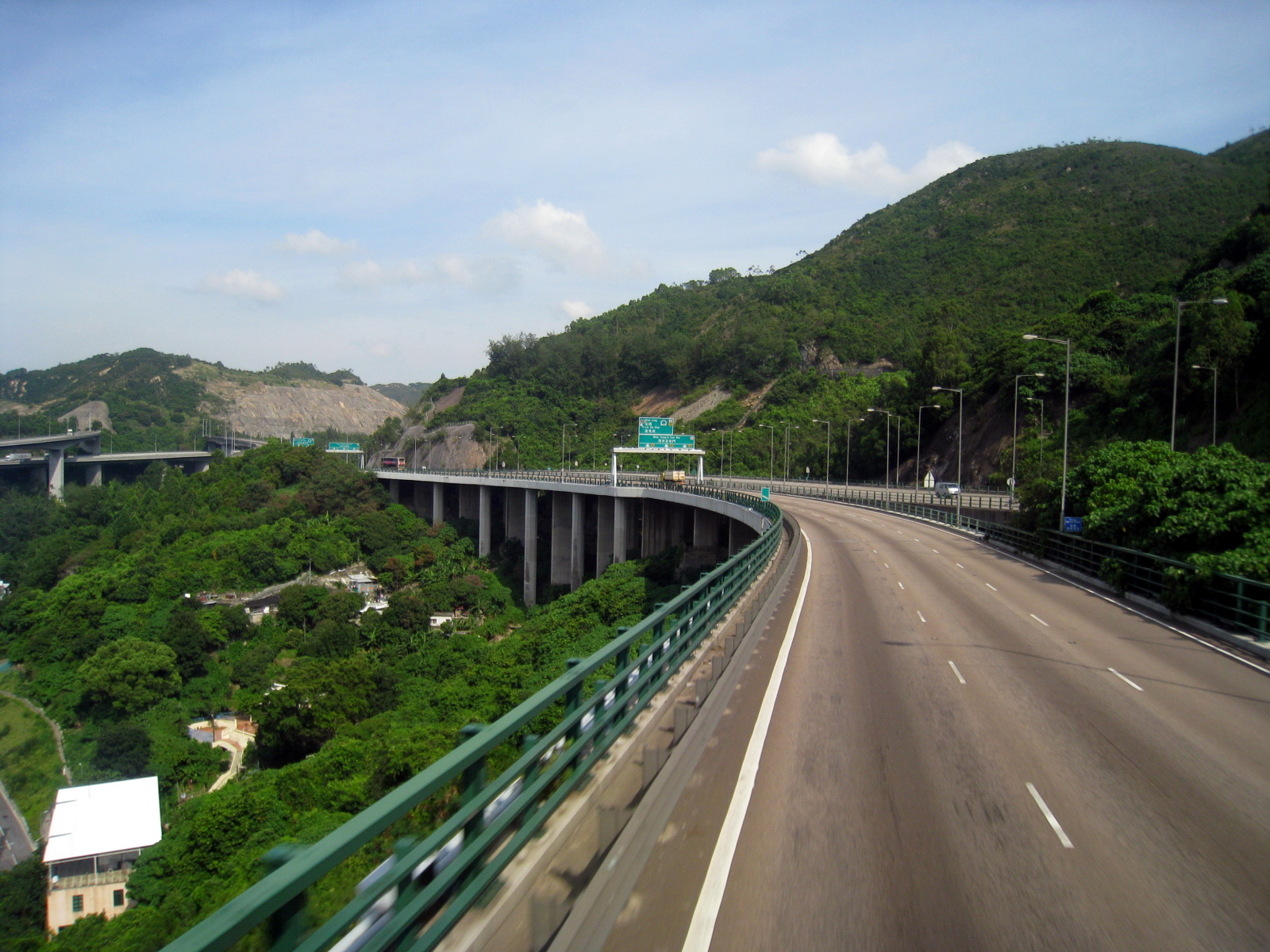
出事的路段

### 司機
喪生的九巴車長陳運年，41歲，入職6年，駕駛紀錄良好；265M線於2001年開辦初期，他已駕駛該條路線，故應對該條路線十分熟悉。他於意外前兩日才放完例假，加上意外時他剛開工不久，故相信事件不牽涉體力不支或疲勞。死者妻子並無工作，長女11歲，幼子5歲。
九巴工友指死者為人和藹可親，而且在死者家中，均貼滿了公司發出的安全獎狀及服務獎狀，而公司只會在員工整年沒有意外紀錄或遭投訴，才發出獎狀，可見其服務及駕駛安全紀錄都十分出色。
另一名肇事司機是貨櫃車拖頭司機李秋榮，53歲，於2002年至事發期間先後有三次涉及違反交通條例的案底，事發時正駕駛櫃車在中線行駛，聲稱當時尾隨一輛客貨車突切出中線，需要閃避而撞向事發巴士。
是次車禍後至第一審期間，該貨櫃車拖頭司機再有兩次涉及違反交通條例的案底。

### 車輛
事發後，貨櫃車拖頭司機李秋榮就事件承認以下三項控罪：使用一部車身及配件並非在良好及可使用狀態的車輛、使用一部懸掛系統並非保持有效運作的車輛、以及駕駛未獲發有效牌照的拖架。

### 道路設計
事發後政府成立了「屯門公路交通事故獨立專家小組」調查屯門公路的安全性，同年12月5日發表的報告指出屯門公路有些地方未達現行標準，但基本上該道路是安全的，出事地點設計並無不妥。專家小組的報告內指出，70年代設計、1983年落成的屯門公路很多地方未能達到事發時的道路安全標準，包括部份路段的最高坡度高出近一倍、圍欄過低、彎位過急、行車線寬度較標準窄、路肩只得1.5米等。

## 裁決
事後，涉案的貨櫃車司機李秋榮被控危險駕駛罪，2005年7月29日，區域法院宣判他危險駕駛導致他人死亡罪名成立，入獄18個月、罰款13,500元，及停牌2年。李秋榮不服裁決提出上訴，於2006年2月20日，香港高等法院上訴法庭3名法官一致裁定，由於原審法院忽略了部分重要法律觀點，判李秋榮上訴得直，改判較輕的不小心駕駛罪，判監5個月。由於該罪最高刑罰僅為6個月監禁，而李秋榮已經被囚7個月，所以他即時獲釋，但停牌刑罰不變。法官強調，雖然被告的罪行造成嚴重後果，但不代表被告的罪責特別嚴重。不少傷者、死者家人甚至是事發現場的村民均對第一審裁決及上訴裁決表達了不滿。

## 巴士現況
墜坡的九巴底盤全斷，整副龍骨扭曲變形，其中車頭更是首當其衝，幾乎無從辨認，僅得車尾部分較完好。由於巴士明顯無法復修，因此九巴事後將此車直接退役，巴士殘骸被存放於九巴姊妹公司龍運巴士的小濠灣車廠，直至2008年在該處被拆毀。而車牌（JU4667）在2007年被拍賣再被使用。

## 軼事
- 由於車禍死傷者涉及多名天水圍中小學教師[17]，香港教育專業人員協會於車禍翌日發動「屯門公路車禍全港學校教職員募捐大行動」，行動於同年9月30日完結，籌得捐款超過110萬。[18]
- 事發後九巴發放了港幣30,000元的慰問金予死者家屬及傷者，並於同年7月16日在西方寺舉行一場法事超渡亡魂。[19][20]
- 有巴士員工接受電台訪問指出，當日貨櫃車司機聲稱路上有「警察」指揮它轉往左線，疑涉及靈異事件，但此說無其他佐證。[21]
- 2006年，女死者洪平老師生前男朋友阿詔分享女友意外離世的感受，寫成文章《當婚禮變成葬禮》表達思念，收錄在喪親書籍《寄給天國的信》。

## 衍生作品
- 電影《恐怖在線》
- 無綫電視劇《純熟意外》
- 2014年網絡微電影 《一天》（男主角預言女主角放學後乘搭巴士回家途中將會車禍身亡，與現實中意外發生在上學時間不同）
- 2025年電影《送院途中》

## 外部連結
- （粵語）《六點半新聞報道》 （页面存档备份，存于），無綫新聞，2003年7月10日 18:30－18:41
- （粵語）《特別新聞報道》 （页面存档备份，存于），無綫新聞，2003年7月10日 約10:00、11:00及12:00
- （粵語）《六點鐘新聞》 （页面存档备份，存于），亞視新聞，2003年7月10日 18:00－18:11
- （粵語）《Cable早晨》 （页面存档备份，存于），有線新聞，2003年7月10日 08:27－08:37
- 屯門公路嚴重交通事故21死20傷 （页面存档备份，存于）
- 事後成立的專家小組表示屯門公路安全
- （日語）香港・バス事故（2003年7月10日）写真をクリック
- （日語）高速道路からバス転落、21人死亡20人負傷－香港
- 香港巴士大典上的相关条目：2003年九巴265M線巴士墮坡事故

| 香港傷亡最慘重的車禍                                      | 香港傷亡最慘重的車禍                                      | 香港傷亡最慘重的車禍                                     | 香港傷亡最慘重的車禍                                  | 香港傷亡最慘重的車禍                                      |
| 1                                                         | 2                                                         | 3                                                        | 4                                                     | 5                                                         |
| --------------------------------------------------------- | --------------------------------------------------------- | -------------------------------------------------------- | ----------------------------------------------------- | --------------------------------------------------------- |
| 2003年7月10日 屯門公路雙層巴士墮坡事故 21人死亡、20人受傷 | 2018年2月10日 大埔公路雙層巴士翻側事故 19人死亡、65人受傷 | 2008年5月1日 西貢南邊圍旅遊巴翻側事故 19人死亡、43人受傷 | 1973年7月22日 新大嶼山巴士墮崖事故 17人死亡、23人受傷 | 2019年12月18日 粉嶺公路雙層巴士撞樹事故 6人死亡、39人受傷 |